# Barbara Borys-Damięcka

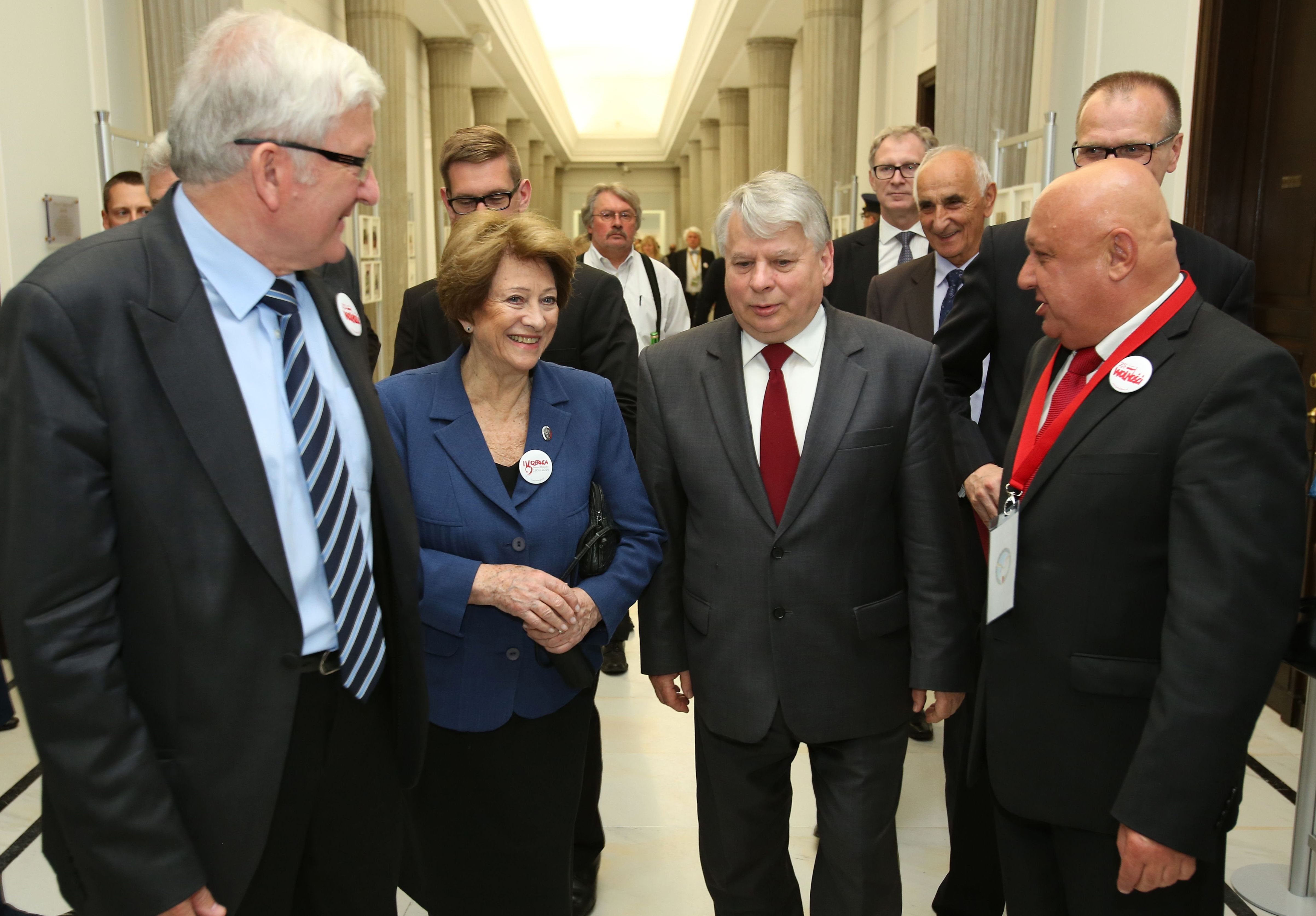
Barbara Borys-Damięcka z Markiem Ziółkowskim, Bogdanem Borusewiczem i Piotrem Zientarskim w Sejmie (2014)

Barbara Borys-Damięcka z domu Wajncjer (ur. 2 listopada 1937 w Warszawie, zm. 9 czerwca 2023 tamże) – polska reżyser teatralna i telewizyjna, senator VII, VIII, IX i X kadencji (2007–2023), marszałek senior Senatu X kadencji.

## Życiorys
W 1959 ukończyła studia na Wydziale Organizacji Produkcji Filmowej Państwowej Wyższej Szkoły Teatralnej i Filmowej im. Leona Schillera. Od 1958 do 1993 była zawodowo związana z Telewizją Polską. Reżyserowała i realizowała od strony telewizyjnej przedstawienia Teatru Telewizji, m.in. Cień Archanioła. Współtworzyła takie programy jak Tele-Echo i 5-10-15 oraz większość programów telewizyjnych Kabaretu Starszych Panów. W latach 1997–2007 pełniła funkcję dyrektora naczelnego i artystycznego Teatru Syrena w Warszawie.
W wyborach do Parlamentu Europejskiego w 2004 kandydowała z listy Inicjatywy dla Polski, która nie osiągnęła progu wyborczego. W wyborach parlamentarnych w 2007 startowała do Senatu w okręgu warszawskim z ramienia Platformy Obywatelskiej, uzyskała mandat, zdobywając największą liczbę głosów w Polsce – 605 972. W wyborach parlamentarnych w 2011 ponownie została kandydatką do Senatu w okręgu wyborczym nr 44 (również z ramienia PO), uzyskała mandat na kolejną kadencję liczbą 196 735 głosów. W 2015 po raz trzeci została senatorem, poparło ją 164 796 osób. Z racji wieku została powołana na marszałka seniora Senatu IX kadencji, jednak zrezygnowała z powodu stanu zdrowia.
W wyborach w 2019 z powodzeniem ubiegała się o senacką reelekcję z ramienia Koalicji Obywatelskiej w okręgu nr 43, otrzymując 157 359 głosów. Jako najstarszy senator została powołana na marszałka seniora Senatu X kadencji. Zmarła przed końcem tej kadencji.
Została pochowana na cmentarzu Wojskowym na Powązkach w Warszawie.

## Życie prywatne

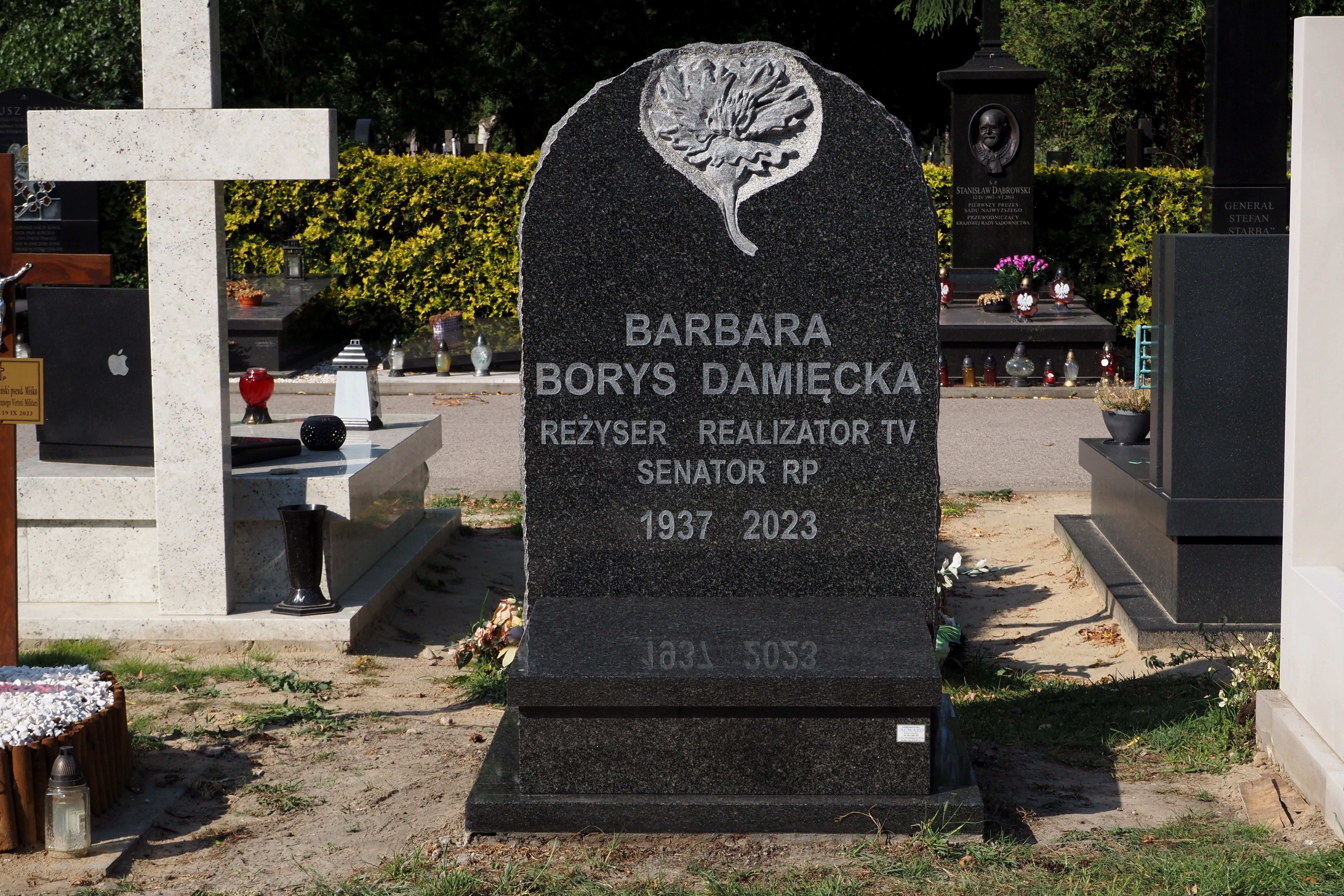
Grób Barbary Borys-Damięckiej na cmentarzu Wojskowym na Powązkach w Warszawie

Córka Jakuba i Edwardy. Była pierwszą żoną aktora Damiana Damięckiego, matką aktora Grzegorza Damięckiego oraz siostrą ekonomisty Józefa Wancera.

## Odznaczenia i wyróżnienia
- Krzyż Oficerski Orderu Odrodzenia Polski (1998)[19]
- Krzyż Kawalerski Orderu Odrodzenia Polski (1987)[20]
- Srebrny Medal „Zasłużony Kulturze Gloria Artis” (2007)[21]
- Statuetka „Gwiazda Telewizji Polskiej” (2002)[22]
- Nagroda „Polonicus” (2014)[23]
- Krzyż Zasługi PRO SYRIA[24]

## Wyniki w wyborach ogólnopolskich
| Wybory | Komitet wyborczy    | Komitet wyborczy      | Organ                            | Okręg            | Wynik            |
| ------ | ------------------- | --------------------- | -------------------------------- | ---------------- | ---------------- |
| 2004   |                     | Inicjatywa dla Polski | Parlament Europejski VI kadencji | nr 4             | 6892 (1,07%)     |
| 2007   |                     | Platforma Obywatelska | Senat VII kadencji               | nr 18            | 605 972 (52,95%) |
| 2011   | Senat VIII kadencji | Platforma Obywatelska | nr 44                            | 196 735 (60,71%) |                  |
| 2015   | Senat IX kadencji   | Platforma Obywatelska | nr 44                            | 164 796 (43,41%) |                  |
| 2019   |                     | Koalicja Obywatelska  | Senat X kadencji                 | nr 43            | 157 359 (53,08%) |